# Il serpente d'oro
Il serpente d'oro (Mission Impossible: The Golden Serpent) è un film del 1989 diretto da Don Chaffey.
Realizzato unificando due episodi della serie televisiva Il ritorno di Missione impossibile.

## Trama
Jim Phelps e la sua squadra di agenti segreti hanno il compito di distruggere un'organizzazione Sud-Est asiatica chiamata "Il serpente d'oro" che ha come scopo lo smercio di grandi partite di droga.